# SYR3: Invito al Ĉielo
Albums de Sonic Youth
SYR2: Slaapkamers met Slagroom
(1997) A Thousand Leaves
(1998)
SYR3: Invito al Ĉielo est un disque du groupe Sonic Youth réalisé en collaboration avec Jim O'Rourke publié en 1998.
C'est le troisième volet de la série SYR. Ce disque est important dans la carrière du groupe car il est sa première collaboration avec O'Rourke. La couleur du disque est le noir, sa langue est l'espéranto. Il est difficile de classer ce disque en tant qu'album ou EP, car s'il ne contient que 3 morceaux (donc format EP), il dure en revanche une cinquantaine de minutes. Le disque contient, comme Slaapkamers met Slagroom, deuxième volet de la série, des parties chant, cependant son style musical est cette fois-ci plus placé du côté de la musique expérimentale. Une trompette fait aussi son apparition par moments.

## Liste des titres
1. Invito al Ĉielo - 20:50
2. Hungara Vivo - 6:12
3. Radio-Amatoroj - 29:21